# 1861年大西洋飓风季
1861年大西洋飓风季是南北战争期间的第一个大西洋飓风季，对部分战事构成轻微影响。据信本季共形成八个热带气旋，其中第一个于7月6日成型，最后一个在11月3日消散。八场风暴中有六场的最高强度在现代萨菲尔-辛普森飓风等级下达到一级飓风或以上标准，其中又有三场在美国产生飓风强度风力。但是，各风暴造成的损失总额都缺乏统计。新英格兰有22人伴随沉船葬身大海，7月的飓风也导致一艘船同数量不明的船员深海长眠。由于缺乏数据和有效观测纪录，1861年的风暴无法通过中心气压这样的常规标准衡量气旋强度，但从最大持续风速指标来看，全季以第一和第三号飓风最为强劲。
气象学界长期以来确认本季存在的只有四场风暴，但现代研究又新发现三场。虽然过去许多热带气旋的移动路线都经过再分析重建，但估计绝大部分风暴的路径依然不完整。有三场风暴完全没有影响陆地，不过所有气旋都曾对海上航运构成影响，有些还令船只遭受重创。9月，一场人称“秋分风暴”的飓风吹袭美国东岸，令沿海及部分内陆地区风雨交加。本季最后一场风暴的移动路径与秋分风暴类似，对赶赴南卡罗莱纳州准备参加皇家港之战的许多联邦军舰只构成影响，其中有两艘舰船沉没，另外多艘只能返航修整，不过联邦军最终还是赢得这场战斗的胜利。

## 背景
包括卫星图像在内的各种现代热带气旋追踪技术面世前，许多没有直接影响陆地的飓风都不为人类所知，而且人们往往要在受袭后才能确认风暴存在，这导致年代久远的许多飓风季信息不够完整。气象学家已在使用现代技术手段设法确定已知风暴的移动路线，同时确认是否还有之前未发现的气旋存在，目前这项工作仍在继续。许多飓风存在的仅有证据就是沿途船只的报告，根据船上经受的风速、风向，以及风暴与船的相对位置来大致推断气旋环流中心当时所在位置。1861年大西洋飓风季已知存在的八场风暴中有三场是飓风专家何塞·费尔南德斯-帕塔加斯（José Fernández-Partagás）在重新分析1851至1910年大西洋飓风季期间通过这种方式确认存在，他还进一步完善之前已由学界确认存在的大部分热带气旋路径。美国国家海洋和大气管理局的大西洋飓风再分析计划认同帕塔加斯及其同僚的绝大多数发现，并根据这些发现更新大西洋飓风数据库，但部分内容略有调整。大西洋飓风数据库是此类风暴路径、强度等数据的正式来源，但考虑到当时的可靠纪录太少，部分风暴的信息可能依然有欠完整。
全季各场风暴的最大持续风速都是根据任何可用来源推算得出，但只有直接影响美国的三场飓风才有中心最低气压估计值。气旋深入内陆后的强弱变化和消散情况也缺乏文献记载，所以全季两场登陆美国本土飓风的这些数据都是根据1995年面世的内陆风暴衰减模型推算得出。

## 风暴

### 第一号飓风
1861年大西洋飓风季的第一个热带气旋据信是7月6日在背风群岛以东近海形成。据1938年出版的文献记载，风暴对瓜德罗普和圣基茨岛构成影响，但此前的动向缺乏记录。现代研究认定气旋在影响上述岛屿时强度还比较弱。:1从北风群岛北部经过后，风暴大致蜿蜒向西北方向移动，很可能逐渐增强，于7月9日达到现代萨菲尔-辛普森飓风等级下的一级飓风标准。气旋在西大西洋的大部分移动路线起初不为人知，之后再由气象学家根据附近三艘船只的观测纪录和所受影响重建:1。
7月10日，“鲍迪奇号”（Bowditch）遭遇强劲飓风，船的桅杆被狂风刮倒，所有船员全部落水，只有船长之后爬回船上，在没有食品和饮用水的情况下坚持一个多星期后获另一艘双桅纵帆船救援，气象学家估计风暴之前要么是在朝船只逼近，要么就是正处风力时速160公里的最高强度。“回声号”（Echo）和“克里奥尔号”（Creole）都受到显著破坏，克里奥尔号开始进水后，船长和其他船员幸得外界救援脱险。上述三艘船所受破坏是费尔南德斯-帕塔加斯评估气旋强度的标准。:1从百慕大和美国东岸之间经过后，飓风最终于7月12日后逐渐消散。

### 第二号飓风
第一号飓风消散一个月后，伊斯帕尼奥拉岛以北洋面于8月13日形成热带风暴。根据大卫·麦克威廉姆斯·卢德伦（David McWilliams Ludlum）1963年出版的文献记载，这场“基韦斯特飓风”是在8月14至16日存在:2，并且从两艘船只的观测记录来看，气旋最高强度还要超过第一号飓风。风暴向西北偏西方向移动，从古巴北岸近海掠过后经过佛罗里达海峡。8月15日左右，古巴首都哈瓦那降下暴雨:2。虽然气旋没有直接登陆，但还是在佛罗里达州南部产生飓风强度狂风。风暴进入墨西哥湾并略朝西北转向，然后开始逐渐减弱。大西洋飓风数据库的记载称气旋最终于8月17日在墨西哥湾北部消散。
飓风致使多艘船只受损或沉没。巴哈马有六艘船失事或搁浅，至少有“约翰·斯坦利号”（John Stanley）和“林尼亚号”（Linea）两艘船上的船员需要外界救援。8月4日离港的“圣地亚哥-德古巴号”（Santiago de Cuba）汽船当天下午就开始遇到强风，恶劣的海况和狂风令船体受到一定程度破坏。古巴东岸沿线有多艘船只在风暴期间失事，引起外界对“圣地亚哥-德古巴号”安危的极大关注。此外，佛罗里达礁岛群近海至少有三艘船失踪或搁浅。:2

### 第三号飓风
本季经现代再分析发现的首场风暴是在8月下旬存在，最大持续风速同7月的飓风持平，并列成为全季最强烈的热带气旋。大西洋飓风数据库中记录有风暴8月25至30日的动向，据信飓风在此期间从百慕大东北海域总体保持向东北方的中北大西洋移动。:2–38月30日，“收获女王号”（Harvest Queen）测得958毫巴（百帕，28.3英寸汞柱）气压值，这足以证明风暴达到飓风强度，不过，天气系统此时很可能已经开始转变成温带气旋:3。

### 第四号飓风
1861年飓风季的第四场飓风也是经现代研究发现，但风暴的绝大部分发展历程依然无从考证。气旋存在的仅有依据是“戴维·威尔逊号”（David G. Wilson）的纪录，该船于9月17日遇到暴风雨，主桅杆因此断裂。除此以外，风暴的其他信息都不可考，所以大西洋飓风数据库只记录飓风曾在北纬28.5°，西经50°的中大西洋经过。:3

### 第五号飓风
本季首场直接吹袭美国本土的风暴是9月27日在佛罗里达半岛东岸近海首度出现。根据“弗吉尼亚·安号”（Virginia Ann）船只的观测记录，估计气旋强度属飓风标准下限。气旋沿途还遇到其他多艘船只，其中“马里恩号”（Marion）汽船遭遇持续数小时的狂风暴雨袭击，还伴有密集的雷鸣闪电:3。风暴蜿蜒北上，之后转向东北，于当天吹袭北卡罗莱纳州，然后在掠过美国东岸后加速向东北方向前进。协调世界时中午12点过后，风暴便失去踪影。卢德伦的文献中称这场飓风为“秋分风暴”（Equinoctial Storm），还称气旋曾吹袭“整个（美国）东岸地区”:194。
卡尼费克斯渡口之战在今西维吉尼亚州尼古拉斯县结束后，俄亥俄第23步兵团的拉瑟福德·伯查德·海斯随军在战场南部扎营，他于9月27日给夫人露西（Lucy）去信，称遇到“非常寒冷的暴风雨”。当时帐篷里面还在漏水，气温“越来越低”，信中称他和第23团在这场风暴中首当其冲，估计帐篷内外已经湿透，只有风暴过去后才可能晾干。新泽西州伯灵顿县的伯灵顿（Burlington）从9月26日晚上开始狂风肆虐，一直持续到9月27日中午，许多树木被连根拔起，还有部分房屋受损。更北面的波士顿从午夜开始出现强风并降下小雨，风雨约持续有五小时，但没有造成显著破坏:3。

### 第六号热带风暴
本季在10月确知有两个热带天气系统存在，其中第一个是在费尔南德斯-帕塔加斯1995年的文献中首度记载。根据“马里基塔号”（Mariquita）的观测记录，该船于10月16日遇到强风，但这份记载的日期很可能有误，因为船是在10月20日抵达纽约，结合船接触风暴时所在位置考虑，“马里基塔号”遇到气旋的日期应该还要早得多。估计该船是在北纬20.5°，西经47°遇到风暴，强烈的西南偏南风约持续有15小时。气象学家认为此时应该是10月6日，由于缺乏准确数据，风暴的具体动向难以确定。不过，10月9日还有另一艘船在更偏北面的海域遇到强风。:5根据两份观测纪录可能具有的关联，大西洋飓风数据库中记载的风暴路径从原有的一点延长至四天，持续到10月9日晚。

### 第七号热带风暴
据1960年出版的文献记载，1861年10月的某段时间北卡罗莱纳州哈特拉斯角（Cape Hatteras）附近有热带风暴存在。另据多份新闻报导所述，哈特拉斯角以北的多艘船只从10月7日起遇到强烈的北风，并持续有数天之久，纽约市也从10月7日至10日受到北风吹袭。费尔南德斯-帕塔加斯1995年的文献中指出，这些记载虽然不足以确定有热带天气系统存在，但文章作者还是决定将之称为热带风暴，因为没有确凿证据否认风暴存在。:5风暴的相关信息很少，大西洋飓风数据库只认定气旋曾在北纬35.3°，西经75.3°经过。

### 第八号飓风
11月1至3日，本季最后一场风暴从墨西哥湾向北沿美国东岸总体朝东北偏北移动，最终在新英格兰上空逐渐消散。气旋从佛罗里达州南部穿过，北卡罗莱纳州哈特拉斯水湾和“洪都拉斯号”（Honduras）船只的观测记录表明风暴达到飓风强度。气旋从北卡罗莱纳州东岸登陆，沿海岸线北上穿过长岛东部，再逐渐靠近新英格兰南部海岸，最终于11月3日消亡，为1861年大西洋飓风季划上句点，之后大西洋盆地要直至1862年6月才有另一场热带风暴形成。10月28日过后的一周里，美国东岸这片地区接连受到两场风暴袭击，并且都对南北战争中“最大的战舰舰队集结和最大规模运输”构成影响。:101
来袭的首场风暴不属热带气旋，于10月28日对舰队的初步集结构成干扰。不过，舰队还是在次日出发前去攻击南军:101。11月2日，舰队遇到本季最后一场飓风，舰队组织受到严重破坏，有两艘舰船沉没。虽然两场风暴先后来袭的消息已经传开，但舰队遭遇的情况却不明朗，引发极大忧虑。:101另有多艘舰船被迫返航维修，但大部分还是顺利驶出风暴影响范围。舰队继续出击并在皇家港之战中顺利攻占皇家港水湾。据卢德伦1963年的文献记载，这场飓风也因对联邦军舰队的影响而被称为“远征飓风”（Expedition Hurricane）。:101
飓风还对陆地构成显著影响。联邦军曾于1861年8月底经哈尔及哈特拉斯堡之役攻占保卫哈特拉斯水湾的要塞。11月2日清晨，哈特拉斯岛（Hatteras Island）开始受到大浪冲刷，“除要塞所在位置外，所有的陆地都被淹没:101。”四小时后，海水开始退去。气旋继续在沿海地区产生强烈风暴潮，向北远至缅因州的波特兰都受到冲击，包括纽约、纽波特、波士顿在士的多个地点风暴潮高度都至少创下十年来新高，最高的创下46年来新高。纽约从11月2日清晨开始受到风暴袭击，狂风持续有20小时，不断上涨的水位致使东河和哈德逊河沿线码头被淹。洪水向内陆蔓延五个街区，某酒店内的一间高人气酒吧变成孤岛。一名男子用自己的私家船做起摆渡生意，每人收费两美分。:102布鲁克林区在狂风肆虐下有部分树木倒塌，还有多条电报线路中断:102。
三州地区的基础设施普遍受到破坏。新泽西铁路部分路段损伤，康涅狄格岸线铁路位于布里奇波特境内路段被淹。新泽西梅多兰兹的洪灾也很严重，纽瓦克收费公路和普兰克路一度无法通行。飓风在更偏东面的纽约长岛引发沿海洪灾，长岛北岸多艘船只在强烈东北风的推动下搁浅。飓风东侧于11月2至3日吹袭新英格兰东南部，普罗威斯顿有超过250艘船受损，另有20艘搁浅。马萨诸塞湾的海水涌进普利茅斯县小镇瓦尔汉（Wareham）。波士顿市中心从11月2日晚开始受风暴影响，一直持续到次日早上。风暴期间，“马里塔尼亚号”（Maritania）在行进至波士顿灯塔以东约1600米时触礁沉没，船上22人溺毙。:102